# Раївка (Луганський район)
Раї́вка — село в Україні, у Луганській міській громаді Луганського району Луганської області. Населення становить 266 осіб.

## Історія
Початок залюднення урочища Раївське припадає на весну 1756 р., коли тут осіло декілька родин сербських військових поселян на чолі з командиром капітаном Сімеоном Степановичем Пішчевичем (1731–1785). Таким чином було засновано 6 роту гусарського полку Йована Шевича в межах утвореної 1753 року військово-адміністративної одиниці — Слов'яносербії. Після переходу С. С. Пішчевича на службу до Івана Хорвата (Нова Сербія), ротою командували капітан Аврам Іванович, а надалі капітан (згодом секунд-майор) Георгій Шевич. Збереглися документи про проведення огляду «шостої роти обер і унтер офіцерам, капралам, рядовим та іншим чинам» головою Слов'яносербської комісії таємним радником А. М. Фліверком, за якими встановлюється, що в Раївці на той момент мешкало 113 чоловік, серед яких було 34 військовослужбовців, 68 члени їхніх родин, а також 11 робітників та українців. З нез'ясованих поки що причин ротний шанець з Раївки було перенесено до іншого населеного пункту, а разом з ним переїхали й військові зі своїми родинами.
Пізніше, найвірогідніше близько 1775 року, Раївка потрапила до складу рангової дачі підполковника Бахмутського гусарського полку Костянтина Миколайовича Юзбаша (1724-17.9.1802?). На 1777 р. в ній значилось 26 селянських подвір'їв. Після смерті бригадира і кавалера К. М. Юзбаша, Раївка була успадкована його сином — відставним секунд-майором Бахмутського гусарського полку Олександром Костянтиновичем Юзбашем, а по смерті останнього (1827/1828 р.) — його донькою підполковницею Марією Олександрівною Депрерадович.
За даними на 1859 рік у власницькому селі Слов'яносербського повіту Катеринославської губернії було 70 селянських подвір’їв, в яких проживало 492 селянина (245 чоловіків та 247 жінок), існував завод.
Згодом Раївка потрапила до володінь поручника Родіона Миколайовича Герсеванова (нар. 1825), а по його смерті (перш. пол. 1850-х рр.) успадкована донькою — дівицею Ганною Родіонівною Герсевановою, з дачі якої 15 травня 1863 р. було виділено 784 десятини землі на 196 душ тимчасовозабов'язаних селян.
З Раївкою пов'язаний цікавий епізод руху народників. Так, улітку 1874 року харківські народники М. М. Барков і О. С. Ємельянов завітавши до цього села, з'ясовували настрої місцевих селян и вели серед них пропаганду. Здається, Раївка була рідним для дружини Миколи Баркова — Катерини.
Відомо, що ще у XVIII ст. К. М. Юзбашем в Раївці було побудовано кам'яний винокурний завод. Протягом щонайменше XIX ст. в Раївці знаходився один з трьох у Слов'яносербському повіті кінний завод, на якому розводили більше сотні коней переважно донської породи, мішаної з гірською.
Станом на 1886 рік у селі, що входило до Веселогірської волості, мешкало 538 осіб, налічувалось 80 дворів.

## Російсько-українська війна 2014–2015 років
12 лютого 2015 року поблизу Раївки українські бійці виявили та знищили схованку терористів — сховано набої. Внаслідок підриву, крім боєкомплекту, загинули та поранені терористи.